# Pałac w Romanowie
Pałac w Romanowie – pałac wybudowany przez Józefa Augusta Ilińskiego herbu Lis pod koniec XVIII w. w Romanowie.

## Architektura
Pałac został postawiony według projektu Falendyna (Walendina) Merka na planie litery U. Klasycystyczny trzynastoosiowy obiekt miał portyk wsparty na sześciu kolumnach podtrzymujących tympanon. Skrzydła zakończone były również kolumnadą podtrzymującą tympanonony. Kolumnadą koryncką otoczony był cały obiekt. Wielkością na Kresach dorównywał mu tylko pałac w Tulczynie. Rezydencja składała się ze stu pokoi. Znajdowała się w nim również kaplica. W drugiej połowie XIX w. pałac stał się własnością rodziny Steckich. Wygląd obiektu znany jest jedynie z rycin Gustava Friedricha Amaliusa Täuberta (1755–1839) i Jana Kazimierza Wilczyńskiego, ponieważ pałac 5 grudnia 1876 r. całkowicie spłonął. Odbudowy już nie podjęto, a rodzina Steckich przeprowadziła się do dawnego kolegium jezuitów. Przy pałacu był teatr, opera i balet. Pod koniec XIX w. po tym wszystkim pozostały nieliczne ślady.

## Wyposażenie
W pałacu znajdowały się zbiory obrazów, m.in.: Trzej królowie przy żłobku Chrystusa Jacopo Bassano, Samarytanka Luca Giordano, Wniebowstąpienie Jacopo Tintoretto, Kuszenie św. Antoniego Davida Teniersa, Trzy części świata Tycjana, Charitas Bartolomeo Schedoni, Pejzaż flamandzki Hermana van Swanevelta, Bitwa i Przechadzka Philipsa Wouwermanna, Święty Bruno Lueurea, Rycerz w pancerzu Petera Paula Rubensa. Oprócz obrazów w pałacu była kolekcja rzeźb, zabytki starożytności, biurko darowane przez Marię Antoninę carycy Katarzynie II, łoże carycy, mozaikowe i malachitowe stoły i inne obiekty. Zbiory sztuki warte milion rubli po pożarze uległy rozproszeniu, a wiele z nich przepadło.
W pałacu znajdował się także portret Gertrudy Komorowskiej oraz jej sióstr Eleonory Ilińskiej i Korduli Teodorowej Potockiej. Ostatnimi właścicielami Romanowa byli Henrykostwo Steccy.

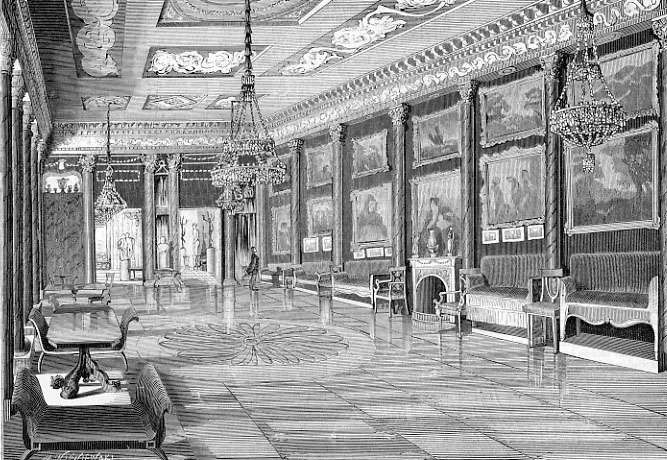
Złota sala w pałacu w Romanowie

## Park
Pałac otaczał park dworski ze zwierzyńcem, w którym znajdował się trzymetrowy granitowy pomnik w kształcie piramidy, poświęcony pamięci gen. Janusza Stanisława Ilińskiego poległego w 1792 r. pod Markuszowem.